# Калашников Володимир Валер'янович
Володимир Валер'янович Калашников (11 січня 1947, місто Гулькевичі Краснодарського краю, тепер Російська Федерація) — радянський і російський діяч, історик, секретар ЦК КПРС в 1991 році, завідувач кафедри історії культури, держави та права Санкт-Петербурзького державного електротехнічного університету «ЛЕТИ» імені В. І. Ульянова (Леніна). Член ЦК КПРС у 1990—1991 роках. Доктор історичних наук (1988), професор.

## Життєпис
Народився в родині інженерно-технічних працівників.
У 1970 році закінчив історичний факультет Ленінградського державного університету імені Жданова.
У 1970—1972 роках служив у Радянській армії військовим перекладачем на Близькому Сході.
У 1972—1975 роках — завідувач кабінету кафедри Ленінградського вищого артилерійського командного училища.
Член КПРС з 1973 року.
З 1975 року — асистент, з 1982 року — доцент, з 1984 року — старший науковий співробітник Ленінградського державного університету імені Жданова.
У 1976 році захистив дисертацію на здобуття наукового ступеня кандидата історичних наук на тему «Англійська та американська буржуазна історіографія Великої Жовтневої соціалістичної революції в Росії: (Критика концепції «випадковості»)».
З 1986 року — завідувач кафедри політичної історії, а з 1989 по 1991 рік — декан факультету суспільних наук та гуманітарної підготовки Ленінградського електротехнічного інституту імені В. І. Ульянова (Леніна).
У 1988 році захистив дисертацію на здобуття наукового ступеня доктора історичних наук.
26 липня — 23 серпня 1991 року — секретар ЦК КПРС.
З 1991 року — завідувач кафедри історії культури, держави та права Санкт-Петербурзького державного електротехнічного університету «ЛЕТИ» імені В. І. Ульянова (Леніна), член вченої ради університету.
З 1991 по 1999 рік — член Соціалістичної партії трудящих Російської Федерації, зокрема, з 1993 року був співголовою цієї партії.

## Наукові праці
- Калашников В. В. Англійська та американська буржуазна історіографія стратегії та тактики партії більшовиків у Жовтневій революції: Критика основних концепцій 20-х — поч. 80-х. Ленінград: Вид-во ЛДУ, 1986.
- Калашников В. В. Російська революція: ключові рішення. Історія та історіографія. СПб: Вид-во СПбГЕТУ «ЛЕТИ», 2021.
- Калашников В. В. Причини Російської революції: радянська історіографія 1917—1991 років СПб.: Вид-во СПбГЕТУ «ЛЕТИ», 2020.
- Історія світової культури: Навч. посібник / М-во освіти РФ. С.-Петерб. держ. електротехн. ун-т «ЛЕТИ»; Авт.-упорядник В. В. Калашников та ін. СПб. : Вид-во СПбГЕТУ «ЛЕТИ», 2001.
- Культура доби Нового часу (Західна Європа): навчальний посібник. Авт.-упорядник В. В. Калашников та ін. Федеральне агентство освіти, Санкт-Петербурзький держ. електротехнічний ун-т «ЛЕТИ». СПб.: Вид-во СПбГЕТУ «ЛЕТИ», 2009.
- Калашников В. В., Пученков А. С., Стогов Д. І. Реформи та революції в Росії. Століття XX. Федеральне агентство освіти, Санкт-Петербурзький держ. електротехнічний ун-т «ЛЕТИ». СПб.: Вид-во СПбГЕТУ «ЛЕТИ», 2009.
- Калашников В. В., Узлова І. В. Історія Росії: навчальний посібник / Санкт-Петербурзький держ. електротехнічний ун-т «ЛЕТИ». СПб.: СПбГЕТУ, 2011.
- Калашников В. В., Узлова І. В. Новітня історія Росії, 1985-2015: навчальний посібник / Санкт-Петербурзький держ. електротехнічний ун-т «ЛЕТИ». СПб.: Вид-во СПбГЕТУ «ЛЕТИ», 2015.
- Калашников В. В., Узлова І. В. Перший Президент та перша Дума / Санкт-Петербурзький державний електротехнічний університет «ЛЕТІ». СПб.: Вид-во СПбГЕТУ «ЛЕТИ», 2016.

## Нагороди і звання
- орден «Знак Пошани» (1972)
- медалі
- Заслужений працівник вищої школи Російської Федерації